# Campeonato Sudamericano de Baloncesto de 2006
El Campeonato Sudamericano de Baloncesto de 2006 fue el 42.º Campeonato Sudamericano de Baloncesto. Fue disputado en Caracas, Venezuela del 12 al 18 de julio de 2006, en el Poliedro de Caracas. Brasil obtuvo su décimo sexto título al vencer a Uruguay

## Equipos participantes
- Brasil
- Uruguay
- Argentina
- Venezuela
- Colombia
- Chile

## Resultados

### Fase de grupos

#### Grupo A
| Posición | Equipo    | J | G | P | PF  | PC  | Dif |
| -------- | --------- | - | - | - | --- | --- | --- |
| 1        | Venezuela | 2 | 2 | 0 | 170 | 128 | +42 |
| 2        | Brasil    | 2 | 1 | 1 | 167 | 140 | +27 |
| 3        | Chile     | 2 | 0 | 2 | 103 | 172 | -69 |

| 12 de julio, 19:30                   | Venezuela                            | 87 - 46                              | Chile                                                      |  |
| Reporte                              |                                      |                                      |                                                            |  |
| Parciales: 18-12, 23-8, 29-14, 17-11 | Parciales: 18-12, 23-8, 29-14, 17-11 | Parciales: 18-12, 23-8, 29-14, 17-11 | Poliedro de Caracas, Caracas Asistencia: 5000 espectadores |  |
| Héctor Romero 19                     | Pts                                  | 29 Pablo Coro Oyarzo                 | Poliedro de Caracas, Caracas Asistencia: 5000 espectadores |  |
| Tomás Aguilera 9                     | Rebs                                 | 4 Rodrigo Espinoza                   | Poliedro de Caracas, Caracas Asistencia: 5000 espectadores |  |
| Ernesto Mijares 3                    | Asists                               | 2 Rodrigo Espinoza                   | Poliedro de Caracas, Caracas Asistencia: 5000 espectadores |  |

| 13 de julio, 19:30                   | Chile                                | 57 - 85                              | Brasil                       |  |
| Reporte                              |                                      |                                      |                              |  |
| Parciales: 11-25, 9-26, 20-18, 17-16 | Parciales: 11-25, 9-26, 20-18, 17-16 | Parciales: 11-25, 9-26, 20-18, 17-16 | Poliedro de Caracas, Caracas |  |
| Emilio Paris 12                      | Pts                                  | 15 Marcelo Huertas                   | Poliedro de Caracas, Caracas |  |
| Pablo Coro Oyarzo 4                  | Rebs                                 | 5 Estevam Ferreira                   | Poliedro de Caracas, Caracas |  |
| Pablo Coro Oyarzo 2                  | Asists                               | 6 Eduardo Machado                    | Poliedro de Caracas, Caracas |  |

| 14 de julio, 19:30                   | Venezuela                            | 83 - 82                              | Brasil                                                     |  |
| Reporte                              |                                      |                                      |                                                            |  |
| Parciales: 17-30, 22-7, 21-24, 23-21 | Parciales: 17-30, 22-7, 21-24, 23-21 | Parciales: 17-30, 22-7, 21-24, 23-21 | Poliedro de Caracas, Caracas Asistencia: 8000 espectadores |  |
| Héctor Romero 23                     | Pts                                  | 22 Marcelo Huertas                   | Poliedro de Caracas, Caracas Asistencia: 8000 espectadores |  |
| Richard Lugo 8                       | Rebs                                 | 9 Murilo Becker                      | Poliedro de Caracas, Caracas Asistencia: 8000 espectadores |  |
| Richard Lugo 5                       | Asists                               | 6 Nezinho Dos Santos                 | Poliedro de Caracas, Caracas Asistencia: 8000 espectadores |  |

#### Grupo B
| Posición | Equipo    | J | G | P | PF  | PC  | Dif |
| -------- | --------- | - | - | - | --- | --- | --- |
| 1        | Argentina | 2 | 2 | 0 | 192 | 146 | +46 |
| 2        | Uruguay   | 2 | 1 | 1 | 152 | 153 | -1  |
| 3        | Colombia  | 2 | 0 | 2 | 131 | 176 | -45 |

| 12 de julio, 16:30                    | Argentina                             | 103-69                                | Colombia                     |  |
| Reporte                               |                                       |                                       |                              |  |
| Parciales: 31-19, 26-20, 20-18, 26-12 | Parciales: 31-19, 26-20, 20-18, 26-12 | Parciales: 31-19, 26-20, 20-18, 26-12 | Poliedro de Caracas, Caracas |  |
| Paolo Quinteros 21                    | Pts                                   | 30 Stalin Ortiz                       | Poliedro de Caracas, Caracas |  |
| Leonardo Gutiérrez 5                  | Rebs                                  | 8 Álvaro Teherán                      | Poliedro de Caracas, Caracas |  |
| Sebastián Ginóbili 5                  | Asists                                | 5 Édgar Moreno                        | Poliedro de Caracas, Caracas |  |

| 13 de julio, 16:30                    | Colombia                              | 64 - 73                               | Uruguay                      |  |
| Reporte                               |                                       |                                       |                              |  |
| Parciales: 14-19, 22-18, 15-17, 13-19 | Parciales: 14-19, 22-18, 15-17, 13-19 | Parciales: 14-19, 22-18, 15-17, 13-19 | Poliedro de Caracas, Caracas |  |
| Stalin Ortiz                          | Pts                                   | 29 Esteban Batista                    | Poliedro de Caracas, Caracas |  |
| Álvaro Teherán 6                      | Rebs                                  | 15 Esteban Batista                    | Poliedro de Caracas, Caracas |  |
| Édgar Moreno 3                        | Asists                                | 4 Martín Osimani                      | Poliedro de Caracas, Caracas |  |

| 14 de julio, 16:30                    | Argentina                             | 89 - 79                               | Uruguay                      |  |
| Reporte                               |                                       |                                       |                              |  |
| Parciales: 19-18, 24-21, 19-11, 27-29 | Parciales: 19-18, 24-21, 19-11, 27-29 | Parciales: 19-18, 24-21, 19-11, 27-29 | Poliedro de Caracas, Caracas |  |
| Hernán Jasen 16                       | Pts                                   | 23 Esteban Batista                    | Poliedro de Caracas, Caracas |  |
| Hernán Jasen 8                        | Rebs                                  | 8 Esteban Batista                     | Poliedro de Caracas, Caracas |  |
| Nicolás Gianella 4                    | Asists                                | 1 Esteban Batista                     | Poliedro de Caracas, Caracas |  |

### Segunda fase

#### 5º-6º puesto
| 15 de julio, 15:00                    | Chile                                 | 83 - 87                               | Colombia                     |  |
| Reporte                               |                                       |                                       |                              |  |
| Parciales: 21-21, 23-21, 14-22, 25-23 | Parciales: 21-21, 23-21, 14-22, 25-23 | Parciales: 21-21, 23-21, 14-22, 25-23 | Poliedro de Caracas, Caracas |  |
| Rodrigo Espinoza 22                   | Pts                                   | 30 Stalin Ortiz                       | Poliedro de Caracas, Caracas |  |
| Pablo Coro Oyarzo 12                  | Rebs                                  | 9 Enielsen Guevara                    | Poliedro de Caracas, Caracas |  |
| Marcelo Hernández 8                   | Asists                                | 7 Édgar Moreno                        | Poliedro de Caracas, Caracas |  |

#### Semifinal
|  | Semifinales          | Semifinales          |    |                      | Final                | Final |  |
|  |                      |                      |    |                      |                      |       |  |
|  |                      |                      |    |                      |                      |       |  |
|  | Caracas, 15 de julio |                      |    |                      |                      |       |  |
|  | Argentina            | 72                   |    |                      |                      |       |  |
|  | Brasil               | 74                   |    |                      |                      |       |  |
|  |                      |                      |    |                      |                      |       |  |
|  |                      |                      |    |                      | Caracas, 16 de julio |       |  |
|  |                      |                      |    |                      | Brasil               | 92    |  |
|  |                      | Uruguay              | 61 |                      |                      |       |  |
|  |                      |                      |    |                      |                      |       |  |
|  |                      |                      |    |                      |                      |       |  |
|  |                      |                      |    |                      | Tercer lugar         |       |  |
|  | Caracas, 15 de julio | Caracas, 15 de julio |    | Caracas, 16 de julio | Caracas, 16 de julio |       |  |
|  | Venezuela            | 79                   |    | Venezuela            | 78                   |       |  |
|  | Uruguay              | 85                   |    |                      | Argentina            | 95    |  |

| 15 de julio, 17:15                    | Argentina                             | 72-74                                 | Brasil                       |  |
| Reporte                               |                                       |                                       |                              |  |
| Parciales: 17-24, 22-19, 14-10, 19-21 | Parciales: 17-24, 22-19, 14-10, 19-21 | Parciales: 17-24, 22-19, 14-10, 19-21 | Poliedro de Caracas, Caracas |  |
| Diego Lo Grippo 26                    | Pts                                   | Murilo Becker 14                      | Poliedro de Caracas, Caracas |  |
| Diego Lo Grippo 8                     | Rebs                                  | André Quirino 5                       | Poliedro de Caracas, Caracas |  |
| Hernán Jasen 3                        | Asists                                | Nezinho Dos Santos 5                  | Poliedro de Caracas, Caracas |  |

| 15 de julio, 19:30                    | Venezuela                             | 79-85                                 | Uruguay                                                    |  |
| Reporte                               |                                       |                                       |                                                            |  |
| Parciales: 17-15, 27-27, 14-20, 21-23 | Parciales: 17-15, 27-27, 14-20, 21-23 | Parciales: 17-15, 27-27, 14-20, 21-23 | Poliedro de Caracas, Caracas Asistencia: 8000 espectadores |  |
| Víctor David Díaz 21                  | Pts                                   | Martín Osimani 20                     | Poliedro de Caracas, Caracas Asistencia: 8000 espectadores |  |
| Tomás Aguilera 6                      | Rebs                                  | Esteban Batista 12                    | Poliedro de Caracas, Caracas Asistencia: 8000 espectadores |  |
| Héctor Romero 2                       | Asists                                | Martín Osimani 2                      | Poliedro de Caracas, Caracas Asistencia: 8000 espectadores |  |

#### 3º-4º puesto
| 16 de julio, 17:15                    | Argentina                             | 95 - 78                               | Venezuela                                                  |  |
| Reporte                               |                                       |                                       |                                                            |  |
| Parciales: 26-17, 18-15, 17-24, 34-22 | Parciales: 26-17, 18-15, 17-24, 34-22 | Parciales: 26-17, 18-15, 17-24, 34-22 | Poliedro de Caracas, Caracas Asistencia: 5000 espectadores |  |
| Paolo Quinteros 24                    | Pts                                   | Héctor Romero 21                      | Poliedro de Caracas, Caracas Asistencia: 5000 espectadores |  |
| Juan Gutiérrez 5                      | Rebs                                  | Richard Lugo 8                        | Poliedro de Caracas, Caracas Asistencia: 5000 espectadores |  |
| Sebastián Ginóbili 1                  | Asists                                | Richard Lugo 4                        | Poliedro de Caracas, Caracas Asistencia: 5000 espectadores |  |

#### Final
| 16 de julio, 19:30                    | Brasil                                | 92 - 64                               | Uruguay                                                    |  |
| Reporte                               |                                       |                                       |                                                            |  |
| Parciales: 23-14, 25-18, 19-19, 25-10 | Parciales: 23-14, 25-18, 19-19, 25-10 | Parciales: 23-14, 25-18, 19-19, 25-10 | Poliedro de Caracas, Caracas Asistencia: 2000 espectadores |  |
| Marcelo Huertas 19                    | Pts                                   | Leandro García Morales 19             | Poliedro de Caracas, Caracas Asistencia: 2000 espectadores |  |
| Murilo Becker 7                       | Rebs                                  | Esteban Batista 8                     | Poliedro de Caracas, Caracas Asistencia: 2000 espectadores |  |
| Nezinho Dos Santos 6                  | Asists                                | Martín Osimani 2                      | Poliedro de Caracas, Caracas Asistencia: 2000 espectadores |  |

| Brasil                |
| Campeón Brasil        |
| Décimo séptimo título |

## Posiciones finales
| Pos | Equipo    | JJ | G | P | PF  | PC  | Dif |
| --- | --------- | -- | - | - | --- | --- | --- |
|     | Brasil    | 4  | 3 | 1 | 333 | 273 | 60  |
|     | Uruguay   | 4  | 2 | 2 | 298 | 324 | -26 |
|     | Argentina | 4  | 3 | 1 | 359 | 298 | 61  |
| 4   | Venezuela | 4  | 2 | 2 | 327 | 308 | 19  |
| 5   | Colombia  | 3  | 1 | 2 | 218 | 259 | 41  |
| 6   | Chile     | 3  | 0 | 3 | 186 | 259 | -73 |

|  | Clasificado al Torneo de las Américas de 2007 y a los Juegos Panamericanos de 2007 |
|  | Clasificado al Torneo de las Américas de 2007                                      |

## Líderes del torneo
| Puntos          | Puntos | Rebotes         | Rebotes | Asistencias        | Asistencias |
| --------------- | ------ | --------------- | ------- | ------------------ | ----------- |
| Stalin Ortiz    | 26.7   | Esteban Batista | 10.8    | Nezinho Dos Santos | 5.3         |
| Esteban Batista | 21.3   | Murilo Becker   | 6.0     | Edgar Moreno       | 5.0         |
| Héctor Romero   | 18.8   | Pablo Coro      | 6.0     | Marcelo Huertas    | 4.0         |
| Paolo Quinteros | 18.3   | Tomás Aguilera  | 5.8     | Richard Lugo       | 2.8         |
| Marcelo Huertas | 16.8   | Richard Lugo    | 5.8     | Marcelo Hernández  | 2.7         |

Lista completa en FIBA Américas.